# Zuhaitz Gurrutxaga Loiola
Zuhaitz Gurrutxaga Loiola (Elgoibar, 23 de novembre de 1980) és un futbolista basc, que ocupa la posició de defensa.

## Trajectòria
Sorgeix del planter de la Reial Societat. La temporada 99/00 debuta amb el primer equip donostiarra, en el qual hi romandria durant quatre temporades. Però, la seua contribució aniria de més a menys, dels 16 partits disputats la campanya del seu debut als només dos partits de la temporada 02/03. En total, hi jugaria 34 partits en la primera divisió amb la Reial.
La temporada 03/04 recala a l'Algesires, amb qui només apareix en tres partits, a la Segona Divisió. Retorna breument a la Reial Societat, sense jugar, per marxar de nou al Rayo Vallecano (04/05), el primer d'un seguit d'equips de Segona B: Real Unión de Irún (05/06), Lemona (06/07), Zamora CF (07/08) i de nou a la Real Unión el 2008, amb qui aconsegueix l'ascens a la categoria d'argent el 2009.